# Cultura de Liangzhu
La cultura o civilización Liangzhu (/ˈljɑːŋˈdʒuː/) (3300-2300 a. C.) fue la última cultura neolítica china del jade en el delta del río Yangtsé. La cultura estaba muy estratificada, ya que los artefactos de jade, seda, marfil y laca se encontraban exclusivamente en los enterramientos de la élite, mientras que la cerámica era más frecuente en las sepulturas de los individuos más pobres. Esta división de clases indica que el periodo Liangzhu fue un estado temprano, simbolizado por la clara distinción trazada entre clases sociales en las estructuras funerarias. En el yacimiento de Liangzhu, en el noroeste de Hangzhou (Zhejiang), había surgido un centro urbano panregional, y los grupos de élite de este yacimiento presidían los centros locales. La cultura Liangzhu era extremadamente influyente y su esfera de influencia llegaba tan al norte como Shanxi y tan al sur como Guangdong. El yacimiento primario de Liangzhu se encontraba quizás entre los yacimientos neolíticos más antiguos de Asia Oriental que se considerarían una sociedad estatal. El yacimiento tipo de Liangzhu fue descubierto en el condado de Yuhang, Zhejiang, y excavado inicialmente por Shi Xingeng en 1936.
El 6 de julio de 2019, Liangzhu fue inscrito como Patrimonio de la Humanidad por la UNESCO.